# Luciana Peker
Luciana Peker (28 de diciembre de 1973) es una periodista y escritora argentina especializada en género. En 2023, recibió el Premio de Prensa Escrita “Por la vida de las mujeres, ni una muerte más” del Fondo de Desarrollo de las Naciones Unidas para la Mujer por su trabajo contra el feminicidio en América Latina y el Caribe. En 2024, fue reconocida por CNN como una de las 30 personas que protegen los derechos de las mujeres y la comunidad LGBTQ+ del mundo.

## Trayectoria
Peker comenzó su camino en el periodismo a los 13 años, escribiendo en la revista La Puñeta, del Centro de Estudiantes del Colegio Manuel Belgrano, bajo el seudónimo "Mariela Villanueva". Desde su adolescencia mostró interés en cuestionar normas sociales y visibilizar desigualdades, temas que marcarían su carrera.
Es periodista especializada en género, y entre 1998 y 2019 formó parte del equipo del suplemento semanal Las 12 del periódico nacional argentino Página/12. Desde esta plataforma, ha abordado temas como la lucha por los derechos reproductivos, la violencia de género y las desigualdades sociales. Su labor también se ha extendido a otros medios como Luna, Para Ti, Veintitrés, Crítica y Playboy, mostrando una versatilidad que combina compromiso social y estilos diversos.
En radio y televisión, participó en espacios como Radio Nacional Argentina, Rock Nacional, Radio de la Ciudad, Canal 26 y CN23, como columnista de género y siempre con el objetivo de que el periodismo sea accesible y popular. También ha colaborado en publicaciones como Revista Anfibia, La Marea, Caras y Caretas, Veintitrés o Crítica de la Argentina, entre otros. Peker también ha tenido un impacto internacional, obteniendo la beca Jóvenes Periodistas Latinoamericanos del Instituto Goethe en Alemania, y viendo sus textos reproducidos en espacios como el Foro Mundial de Salud Reproductiva de la Universidad Harvard. En 2017 publicó el libro La revolución de las mujeres no era una píldora.

### Derechos reproductivos
Como activista proelección, Peker ha peleado por el acceso a anticonceptivos gratuitos y la despenalización del aborto, posicionándose como una voz clave en la defensa de los derechos reproductivos. El 24 de abril de 2018, asistió a la quinta jornada de debate por la legalización del aborto en Argentina en el 5.º plenario de comisiones del Congreso de la Nación manifestando su posición a favor del aborto: 
«Hay que ampliar derechos. Hoy el aborto es legal pero sotto voce. Las mujeres tienen que saber que poseen ese derecho, si no, se viola el derecho a la información. La clandestinidad del aborto es la primera causa de muerte materna».

### Amenazas y exilio
Desde marzo de 2023, Peker ha denunciado públicamente amenazas y hostigamientos relacionados con su trabajo periodístico, especialmente por su cobertura del caso de abuso sexual de la actriz Thelma Fardín, así como a otras integrantes del movimiento Ni una menos. A pesar de las adversidades, ha continuado ejerciendo su labor con valentía, señalando las dificultades que enfrentan las periodistas que abordan temas de violencia de género en un contexto de creciente polarización y hostilidad hacia estas denuncias. Tras la llegada de Javier Milei a la presidencia de Argentina, Peker anunció su exilio considerando que no era seguro para ella permanecer en el país.

## Reconocimientos
Luciana Peker ha recibido múltiples reconocimientos a lo largo de su carrera periodística, destacándose por su compromiso con la defensa de los derechos de las mujeres y su enfoque en temas de género. En 2005, fue reconocida como "La Mujer destacada de la década" por el Instituto Federal de Políticas Públicas de la Ciudad Autónoma de Buenos Aires, un homenaje que subrayó su impacto y liderazgo en la promoción de políticas públicas con perspectiva de género.
Seis años después, en 2011, recibió el Premio Lola Mora en la categoría de prensa escrita, otorgado por la Legislatura Porteña. Este galardón valora a quienes contribuyen a la construcción de una imagen positiva de las mujeres en los medios de comunicación. Posteriormente, fue galardonada con el premio Juana Manso del Instituto Municipal de la Mujer, en la categoría de prensa gráfica, como reconocimiento a su trayectoria periodística y su defensa de los derechos de las mujeres.
En 2015, obtuvo nuevamente el Premio Lola Mora, otorgado por la Dirección General de la Mujer, esta vez en reconocimiento a toda su trayectoria periodística, consolidando su posición como una de las referentes en el periodismo feminista y de género en Argentina. Además, en 2023, obtuvo el Premio de Prensa Escrita “Por la vida de las mujeres, ni una muerte más”, entregado por ISIS Internacional y auspiciado por UNIFEM, por su trabajo contra el feminicidio en América Latina y el Caribe. En 2024, fue finalista de los Premios Lola Mora en la categoría de Labor periodística en radio por su programa Las Mafiosas de Radio Nacional Argentina.
También en 2024, Peker fue incluida por el medio estadounidense CNN en el listado "Las defensoras: 30 personas que protegen los derechos de las mujeres y la comunidad LGBTQ+", reconociendo su labor como periodista y activista en la defensa de los derechos reproductivos y su compromiso con la igualdad de género.

## Obra
- 2015 – Mujeres ferroviarias, experiencias de vida sobre rieles. Nuevos Ferrocarriles Argentinos y el Ministerio del Interior y Transporte
- 2017 – La revolución de las mujeres no era solo una píldora. Editorial Eduvim
- 2018 – Putita golosa. Por un feminismo del goce. Editorial Galerna. ISBN 9789505567195
- 2019 – La revolución de las hijas. Ediciones Paidós. ISBN 978-950-12-9807-9
- 2020 – Sexteame: Amor y Sexo en la era de las mujeres deseantes. Ediciones Paidós. ISBN 978-950-12-9941-0
- 2023 – ¿El amor es o se hace?: Desafíos para reconstruir corazones rotos. Åcademia Antártica. ISBN 978-6124933462